# Arne Friedrich
Pour les articles homonymes, voir Friedrich.
Arne Friedrich, né le 29 mai 1979 à Bad Oeynhausen en Allemagne, est un ancien footballeur allemand évoluant au poste de défenseur central ou d'arrière droit.
Capable d'évoluer sur le côté droit ou dans l'axe de la défense, Arne Friedrich fut le capitaine du Hertha BSC Berlin jusqu'en 2010. Il a été finaliste de l'Euro 2008 et a fini troisième de la Coupe du monde 2006 et de la Coupe du monde 2010.

## Biographie

### En club
Arne Friedrich fait ses débuts professionnels en 2000, au sein du club Arminia Bielefeld qui évolue en 2. Bundesliga (division 2 allemande). Il inscrit son premier but en professionnel le 27 avril 2001, lors d'une rencontre de championnat face au Borussia Mönchengladbach. Unique buteur de la rencontre ce jour-là, il donne donc la victoire à son équipe.
Il participe à la montée du club en 1. Bundesliga mais le quitte à la fin de la saison pour rejoindre les rangs du Hertha Berlin. Dès son premier match de Bundesliga contre le VfB Stuttgart, il inscrit un but et s'installe rapidement comme un cadre de l'équipe. Il est nommé capitaine du Hertha en 2004.
En juillet 2010 il quitte l'Hertha BSC Berlin qui est relégué en Bundesliga 2 et signe un contrat de trois ans avec le VfL Wolfsburg.
Sa première saison avec le VfL Wolfsburg est guère brillante. Il se blesse dès le début de la saison au dos et est éloigné du terrain pendant cinq mois. Il ne débute sous ses nouvelles que lors de la 18e journée, en janvier 2011 contre le Bayern Munich. Au lieu de jouer dans le haut du tableau, le club se bat pour éviter la relégation. Sa blessure et sa méforme en club l'écarte de la sélection nationale pour lequel il n'a plus joué depuis la Coupe du monde 2010.
Fin août 2011, Friedrich se blesse à nouveau et est tenu écarté des terrains durant de longues semaines. Le 19 septembre 2011, incapable de retrouver son niveau, il résilie à l'amiable son contrat avec le VfL Wolfsburg. En mars 2012, après plusieurs mois d'inactivité, il signe avec les Fire de Chicago qui évolue en MLS.
Après des problèmes de dos, il décide de mettre un terme à sa carrière le 23 juin 2013.

### En sélection

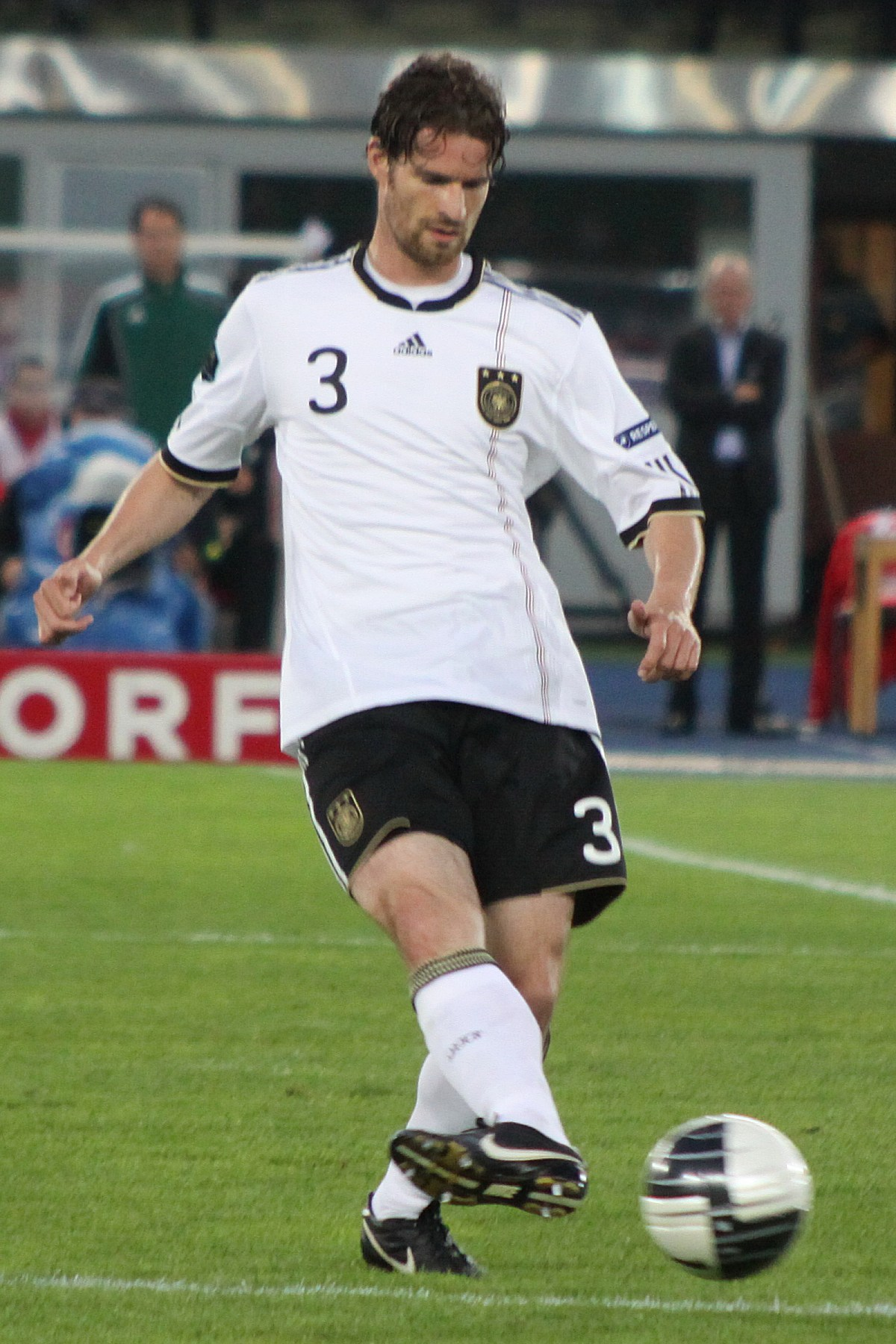
Arne Friedrich avec l'Allemagne en juin 2011.

En 2004 il est retenu dans la sélection allemande pour l'Euro 2004 après avoir participé aux qualifications. Il s'installe comme titulaire en sélection en 2004 ; ce statut n'a plus bougé depuis.
En 2006, il est titulaire sur le côté droit de l'équipe d'Allemagne lors de la coupe du monde et dispute tous les matchs de la Mannschaft (sauf la petite finale). Il est à nouveau retenu dans la sélection par Joachim Löw pour l'Euro 2008. Barré par Philipp Lahm qui occupe le côté droit de la défense (alors que Marcell Jansen évolue à gauche) lors des deux premiers matchs du tournoi, il récupère sa place lors du match de poule contre l'Autriche et dispute tous les autres matchs de la Mannschaft qui s'inclinera en finale 1 à 0, contre l'Espagne.
En 2009, Arne Friedrich fit la une des médias allemands à propos d'un chantage dont il était la victime. Un homme lui réclamait 5 000 euros en échange d'une montre, cadeau de la Fédération allemande à la suite du parcours de l'Allemagne lors de l'Euro 2008, qui lui avait été volée. Le magazine Bild révéla que l'auteur du larcin était un ancien espoir du Hertha Berlin.
Moins souvent titularisé en latéral droit en sélection nationale au profit de jeunes joueurs comme Andreas Beck ou Jérôme Boateng lors des qualifications pour la Coupe du monde 2010, il est envisagé par Joachim Löw comme un postulant à une place en défense centrale, qui est son poste de prédilection en club. Il est retenu pour le Mondial 2010, malgré la saison épouvantable du Hertha Berlin, relégué en 2. Bundesliga. Dès le premier match de l'équipe d'Allemagne, il est associé à Per Mertesacker en défense centrale. Le 3 juillet 2010, il inscrit son tout premier but en équipe nationale lors du quart de finale de Coupe du monde, remportée 4-0 par l'Allemagne contre l'Argentine. Il détenait le record du nombre de matchs joués en sélection par un joueur de champ sans marquer de but. Il dispute tous les matchs de la sélection allemande qui finit troisième de la Coupe du monde 2010 en battant l'Uruguay lors de la « petite finale », 3-2.

### Reconversion
Il devient en juillet 2020 directeur sportif du Hertha BSC.

## Carrière en sélection
- Première sélection le 21 août 2002 : Bulgarie 2 - 2 Allemagne
- Premier but en sélection : Allemagne 4-0 Argentine (1/4 de finale Coupe du monde 2010, le 3 juillet)

## Palmarès

### en club
- Hertha BSC
  - Vainqueur de la Coupe de la Ligue d'Allemagne : 2002

### en sélection
- Allemagne
  - Finaliste du Championnat d'Europe : 2008
  - 3e de la Coupe du monde : 2006 et 2010.
  - 3e de la Coupe des confédérations : 2005.